# Snik

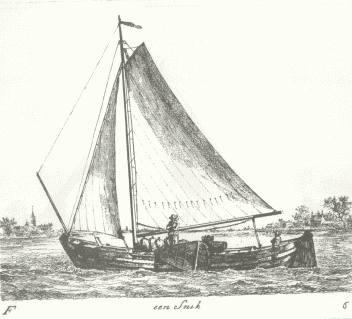
Een snik, afbeelding uit: G. Groenewegen, Verzameling van vierentachtig stuks Hollandsche schepen, Rotterdam 1789.

Een snik (ook snikke of schnicke) was een zeilschip met één mast voor de binnenvaart. Dit was een populair scheepstype voor de beurtvaart. Daarnaast was de snik een vissersschip met twee masten, in gebruik in het waddengebied.
Aangezien deze schepen in nauwe vaarten en bij windstilte vaak getrokken werden, wordt de snik in veel woordenlijsten ten onrechte als synoniem voor trekschuit gegeven. Alleen in de provincie Groningen was het gebruik van snikken als trekschuiten algemeen.

## Kenmerken

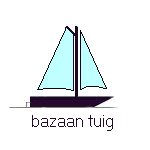
Bezaantuig

De snik was oorspronkelijk een klein, open, platboomd vaartuig met bezaantuig, rechte vallende stevens op een lancetvormig vlak en sterke overeenkomst met de schokker, de punter en wellicht ook de Eemspunt.
De naam snik is ontleend aan een Oudgermaans woord voor 'klein, snelzeilend oorlogsschip', Middelnederlands snicke, Middelnederduits snicke, Oudnoors snekkja, Oudengels snacc en behorend tot de woordgroep van 'snoek', waarmee hoekige objecten werden aangeduid. De snik zal genoemd zijn naar zijn scherpe boeg. Door het uiterlijk lag tevens de associatie met het woord snebbe 'snavel' voor de hand. De snik kenmerkt zich door de hellende, smal toelopende voorsteven.
Een van de oudere vermeldingen van het woord snick voor een binnenvaartuig betreft de Friese kroniek van Petrus Thaborita, die in 1516 een overstroming te Sneek beschrijft. In 1569 wordt gesproken van de snyckenfarers, die de beurtvaart op het Damsterdiep tussen Groningen, Appingedam en Delfzijl verzorgden. Ook het woord farrie (beurtveer, 1562) werd hiervoor gebruikt. Als zeewaardig zeilschip was de snik vrij log en voorzien van een stompe voorsteven, waardoor de associatie met Schnigge 'slak' ontstond.
Zeewaardige snikken waren in de 17e eeuw in gebruik op de Waddeneilanden, en in de havens van (Noord-)Friesland en Groningen. Verwant daaraan was vermoedelijk de snip- of snebbeschuit, een soort kaag, gangbaar in Noord-Holland.
In de 18e eeuw werd de snik ook populair op Helgoland en in Sleeswijk-Holstein. Deze zeewaardige snikken werden hoofdzakelijk in Dokkum, Leer en Altona gebouwd. In Zeeland en Brabant kende men eveneens snikken, die werden gebruikt om verse vis vanaf grotere vissersschepen landinwaarts te transporteren.

## Ondertypes

### Groninger snik

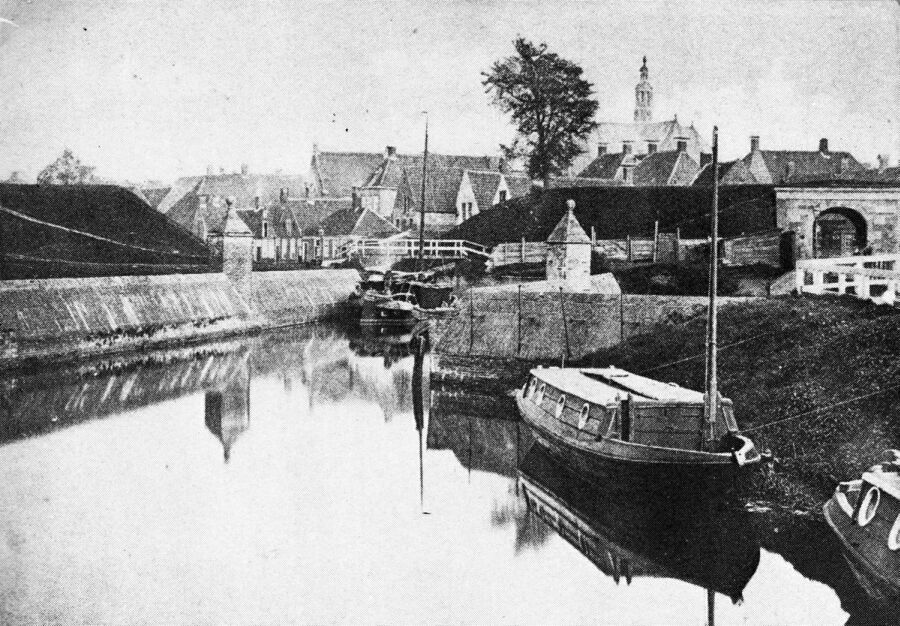
Houten Groninger snik voor personenvervoer te Groningen in 1877. Let op de mastkokers.

In tegenstelling tot de andere types snikken, waren Groninger snikken geen zeilschepen. Groninger snikken werden gejaagd, zoals trekschuiten. Daarvoor hadden deze scheepjes een speciale mast, waaraan een jaagtouw bevestigd werd. Doordat het jaagtouw hoog bevestigd werd, had men bij het jagen geen problemen met struiken, boompjes en andere obstakels langs de oever. De Groninger snik had twee mastkokers, één aan iedere kant, zodat de uitneembare mast aan de zijde waar het paard liep geplaatst kon worden.
De Groninger snik kende drie bemanningsleden: de schipper of snikkevaarder stond aan het roer, de knecht bij de mast en de snikjong of het jagertje liep naast het paard. Vooral de knecht moest goed opletten dat de lijn waarmee het paard met de mast verbonden was niet bleef haken. De snik kon een snelheid halen van zeven kilometer per uur.
De geleerde reiziger Zacharias von Uffenbach reisde kort na 1700 van Delfzijl naar Groningen. Hij geeft een treffende beschrijving van het reizen per snik: "Men noemt deze vaartuigen hier Schnecken, wat helemaal geen slechte benaming is, want het is net alsof je in het huisje van een slak zit, en daarin ongemerkt voortgaat. Ze hebben daarbij hier nog iets bijzonders dat je in Holland niet aantreft, namelijk dat de scheepsjagers, dat zijn heel kleine jongens (vaak niet ouder dan acht jaar) die de paarden berijden, net zulke hoorns als de varkensherders in Duitsland hebben omhangen, waarop ze blazen als ze langs een dorp varen, daaruit vertrekken of er aankomen".
Bij armoedige schippers die zich geen paard konden veroorloven, werd de snik door mensen getrokken, vaak de vrouw of de kinderen van de schipper. Vooral toen de snik concurrentie kreeg van ander vormen vrachtvervoer, aan het begin van de 20e eeuw, gebeurde dit meer en meer. Groninger snikken werden gebruikt voor vee-, vracht-, en reizigersvervoer.
De beurtvaart per snikke was tot in de negentiende eeuw strak gegereglementeerd. De Groningse snikkevaarders moesten lid zijn van het binnenschippersgilde; in Appingedam bestond een afzonderlijk snikkevaardersgilde, dat in 1644 een nieuwe gildebrief kreeg. Het aantal gildeleden was beperkt. De vracht werd zodanig verdeeld dat iedere schipper aan de beurt kwam.
Er zijn veel beschrijvingen van het reizen per snik door het Groningerland bewaard gebleven. De oudste daarvan dateren uit het einde van de zestiende eeuw. Aanvankelijk prezen buitenlanders het comfort, de vaste dienstregelingen en de betaalbaarheid van de reis. Later veranderde de toonzetting. "Ik had niets anders dan grove boeren als gezelschap, die zich voor een paar stuiver van het ene dorp naar het andere laten brengen", klaagde een Duitse geleerde in 1762. "Het vaartuig is beladen met kwalijk riekende lieden; er bevindt zich tenminste een handvol Jan Hagel daartussen, die het aan uitwasemingen, vooral van hun tabakspijpen, niet ontbreekt", meende een ander in 1768. Anderen prezen echter het democratische karakter van de trekschuit en de mogelijkheid met allerlei mensen van verschillende standen aan de praat te komen.
Uiterlijk werden Groninger snikken gekenmerkt door de sterk voorover hellende voorsteven en een smalle achtersteven die loodrecht uit het water kwam.
Groninger snikken werden in 16de eeuw voor het eerst vermeld. Tot aan de eeuwwisseling van 19e/20e eeuw werden ze van hout gebouwd, daarna van staal. Later werden sommige stalen snikken tot de jachten omgebouwd, terwijl oudere houten snikken volledig verdwenen zijn.

### Gronings snikliedje

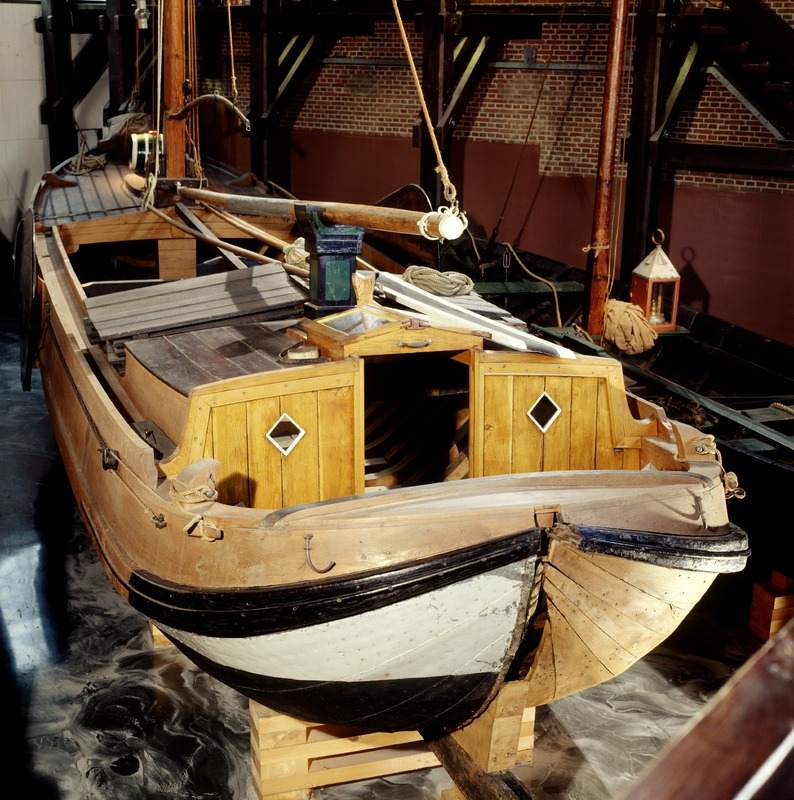
Friese snik, collectie Zuiderzeemuseum

In het Gronings bestaat een liedje, dat vrij algemeen bekend is. Naar verluidt werd het eertijds gezongen om - nadat de hoorn van de scheepsjager in de verte geklonken had - aan pleisterplaatsen kenbaar te maken dat er een snik met passagiers in aantocht was. Bij aankomst was er zo verse koffie.
Moeke, moak de kovvie kloar,
snikke komt van Stad.
Wie hebt zo'n laange raize doan
en nog gain kovvie had.
vertaling:
Moeder, zet de koffie klaar,
de snik komt uit de stad.
We hebben zo'n lange reis volbracht
en nog geen koffie gehad.

### Friese snik
Anders dan de Groninger snikken waren de Friese snikken wél zeilschepen. Zeiluitrusting van de Friese snik bestond uit een grootzeil en een klein gaffel. De Friese snik was een vrij langgerekt schip. In tegenstelling tot de Groninger snik had de achterkant van de Friese snik vollere, tjalkachtige vormen. Ook had Friese snik geen grote roef, maar wel een luikenkap en een klein kajuitje aan de achterkant. Daarnaast bestond er het type van de lytse snik, met voor en achter recht vallende stevens. Door zijn vorm is de snik zeer geschikt voor het nauwe vaarwater van Friesland met de vele vaste bruggen en sluizen.
Friese snikken werden voornamelijk als beurtschepen gebikt. Ze wogen 15 à 30 ton en waren zo'n 15 m lang. Friese snikken werden zowel van hout als van staal gebouwd. Later werden sommige stalen Friese snikken tot de jachten omgebouwd. 
Een houten Friese snik wordt in het Zuiderzeemuseum te Enkhuizen bewaard. Deze is gebouwd op werf van Van Manen te Berlikum rond 1870. Het schip is gebruikt of eigendom geweest van Sake Dusselaar. Hij en zijn broers waren schippers en scheepstimmerlieden. De snik was wit geschilderd en zat in het ijzer. Vaak werden deze scheepjes in een vroeg stadium geheel en al boven het vlak in het ijzer gezet en geverfd. Deze methode beschermde het houten schip. Er was een eikenhouten mastkoker en een strijkbare vuren mast, een eiken roer met een eenvoudig leeuwtje erop, en 2 zwaarden. Het schip werd gebruikt voor het vervoer van aardappelen in de Friese Bouwhoek.

### Noord-Duitse snik
Deze was meer dan 10 meter (42 voet) groot, vrij zwaar van bouw (circa 40 ton) en een volle kop, met steile licht gebogen steven, een doorlopend dek, en een bun, om de gevangen verse vis naar stedelijke markten te kunnen transporteren. Aan de voorste mast voerden zij een spriettuig met fok en kluiver, aan de achtermast (bezaan) een driehoekig zeil met boom. Afbeeldingen tonen een rondgebouwd, tjalkachtig vaartuig. Het gebruik voor de visserij is voor het eerst gedocumenteerd in Noordoostelijk Friesland, met name in Wierum (1658), Ternaard (1687) en Holwerd (1692). In de achttiende eeuw verbreidde het scheepstype zich naar naburige waddeneilanden en visserijhavens, als Ameland, Zoutkamp, Norderney, Bremerhaven-Lehe en Helgoland. In de negentiende eeuw werden de snikken afgelost door sneller zeilende botters en vissloepen of schaluppen. In Sleeswijk-Holstein bleef het scheepstype echter nog enige tijd in gebruik bij de vrachtvaart, met name in de vorm van de Helgoländer Schnigge of Eiderschnigge, in de volksmond ook wel Kuff genoemd. Dit type boot werd bij windstilte voortgetrokken door zogenaamde Maliepaarden.